# حادثة الفأس الكورية
في 18 أغسطس 1976، قُتل ضابطين من جيش الولايات المتحدة (آرثر بونيفاس ومارك باريت) علي يد جنود كوريين شماليين في المنطقة الأمنية المشتركة الواقعة في منطقة كورية منزوعة السلاح وسميت هذه الحادثة باسم حادثة الفأس الكورية، كانوا ضمن فريق من الجيش الأمريكي مهمته هي قطع شجرة الحور في المنطقة الأمنية المشتركة.
في خلال ثلاثة أيام، أطلقت كلا من القوات الأمريكية وكوريا الجنوبية عملية بول بونيان، عملية قطع الشجرة لترهيب كوريا الشمالية لكي تتراجع وبعد أن تراجعت أقرت مسؤولياتها عن عمليات القتل السابقة.
تم إطلاق العديد من الأسماء على تلك الحادثة منها حادثة الأحقاد وحادثة شجرة الحور وحادث تشذيب الأشجار.

## خلفية

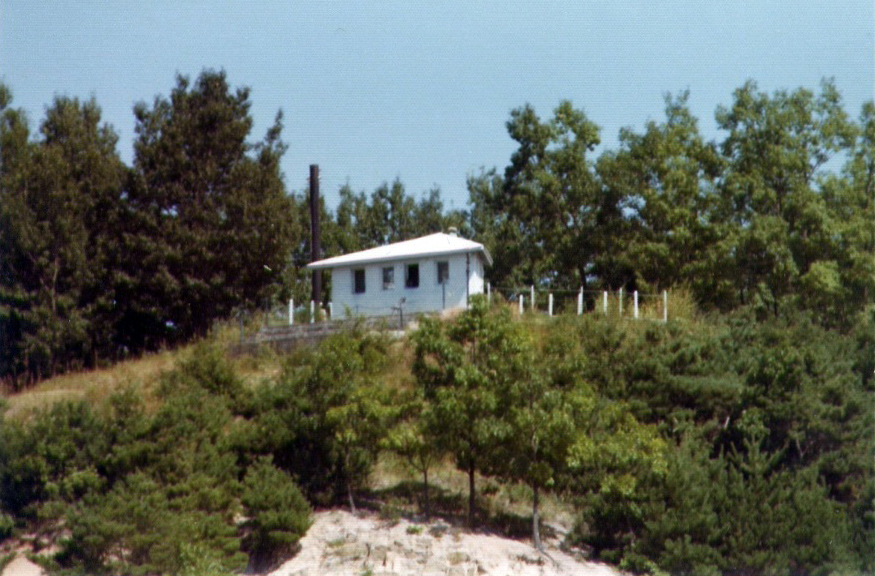
برج المراقبة رقم 5، والتي تم تصوير منها حادثة الفأس الكورية.

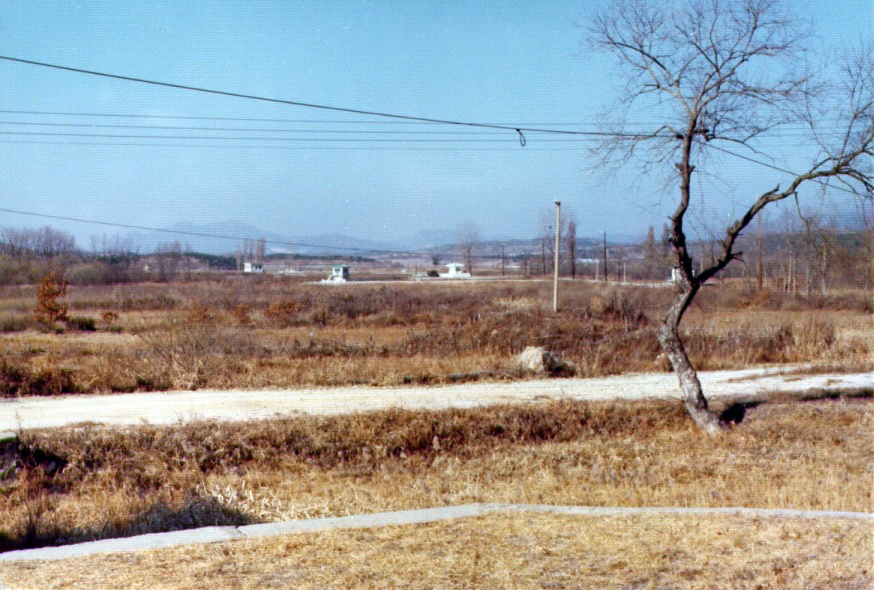
صور لموقع الحادثة

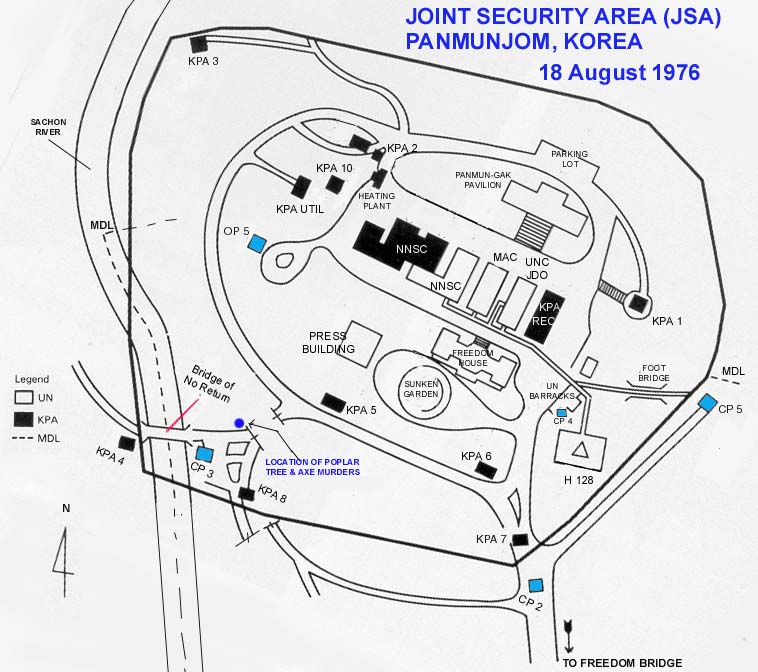
تخطيط المنطقة الأمنية المشتركة في عام 1976

أعاق تواجد شجرة الحور في المنطقة الأمنية المشتركة بالقرب من جسر اللاعودة خط الافق بين نقطتي التفتيش التابعة لقيادة الأمم المتحدة، وهما مركز القيادة رقم 3 ومركز مراقبة البروتوكول الاختياري رقم 5 حيث بلغ طول الشجرة ما يقرب من 100 قدم (أي ما يعادل 30 متر).
يقع مركز القيادة رقم 3 بالقرب من جسر اللاعودة بينما تقع نقطة التفتيش التابعة لقيادة الأمم المتحدة في أقصي الشمال فبالتالي لا يمكن رؤيتة إلا من خلال المبنى رقم 5 طوال فترة الشتاء. أما في فترة الصيف كان الجزء العلوي من رقم 3 مرئيا من خلال نقطة تفتيش أخري تابعة لقيادة الأمم المتحدة عبر خط الجسر كان خط الترسيم العسكري بين أراضي كوريا الشمالية وكوريا الجنوبية.
قبل وقوع الحادثة بأيام قليلة، تم احتجاز مجموعة من القوات الأمريكية تحت تهديد السلاح من قبل الجنود الكوريين الشماليين فقامت القوات الأمريكية بإرسال آرثر بونيفاس قائد شركة قوة الأمن المشتركة ليجبر الكوريين الشماليين علي الانسحاب ونجح في ذلك وأعاد الجنود، لكنه قتل بعد ذلك في حادثة الفأس.
برر الكوريون هجومهم في بادئ الأمر بأن للشجرة مكانه خاصه لديهم كون كم إل سونغ من قام بزرعها.

## التقليم الأول
في 18 أغسطس عام 1976، قامت مجموعة مكونة من خمسة أفراد من فرقة فيلق الخدمة الكوري (KSC) بمرافقة فريق أمني من قيادة الأمم المتحدة يتألف من الكابتن آرثر بونيفاس ويقابله في جيش كوريا الجنوبية الكابتن كيم والملازم الأول مارك باريت قائد المجموعة من الفصيل الحالي في المنطقة بالإضافة إلى 11 جندي آخرين من أمريكا وكوريا الجنوبية ذهبوا إلي المنطقة الأمنية المشتركة لتقليم الشجرة.
لم يكن بحوزه الضابطان أي اسلحة جانبية، في حين كان باقي الفريق مسلح وبلغ عددهم 5 ضباط مسلحين و 30 مجند مسلح غير شاحنة نقل حمولة 2.5 طن بها الأدوات التي ستسخدم لتقليم الشجرة وحمل الخشب المقلم.
مع بداية التقليم ظهر الملازم أول باك تشول، والذي أطلق عيه جنود الولايات المتحدة لقب «الملازم أول بول دوج» بسبب تاريخ المواجهات العنيف بينهم. كان تشول برفقه 15 جندي كوري شمالي لمتابعه عملية التقليم. بعد مرور 15 دقيقة، أمر تشول الجنود بالتوقف عن تقليم الشجرة لأنها زرعت من قبل الرئيس كم إل سونغ شخصيا وتنمو تحت اشرافه، الأمر الذي لم يهتم به الكابتن بونيفاس وأمر الجنود بمتابعه العمل وأدار ظهره لتشول.

## الهجوم
بعد تجاهل بونيفاس لباك، أرسل الأخير عداءا عبر جسر اللاعودة ليعود في غضون دقائق مع شاحنة حرس كوري شمالي نزل منها ما يقرب من 20 جنديا مدككين بالعتلات والعصي وأعاد امره لبونيفاس بالتوقف عن تقليم الشجرة. لم يعطي بونيفاس لباك أي اهتمام مرة أخرى ورفض طلبة وأدار ظهره له، فما كان من باك إلا أن خلع ساعته ووضعها بعناية في منديل ووضع المنديل داخل جيبه ثم صاح قائلا «اقتلوا الأوغاد».
هجمت فرقة حرس الحدود الكورية الشمالية على فرقتي التقليم الكورية الجنوبية وقوات الولايات المتحدة وأسقطت من فوق الشجرة وأصابت الجميع بما فيهم بونيفاس وباريت باستثناء فردا واحدا.
ضرب باك بونيفاس واوقعه على الأرض، ليقوم أكثر من 5 جنود بضربة حتى الموت. نجح باريت في تلك الثواني بالقفز من فوق جدار منخفض، خلف الجدار كان يوجد ممر ملئ بالأشجار بعمق 4.5 متر (15 قدم)، لذلك لم يكن الطريق مرئيا.
استمرت المعركة ما بين 20-30 ثانية قبل أن تنجح قوات الأمم المتحدة بتفريق الجنود والهرب بجثمان بونيفاس داخل الشاحنة،  لم يستطع برج المراقبة رقم 5 إيجاد أي دليل على وجود باريت.
لاحظت قوات مراقبة الأمم المتحدة بعد ذلك سلوكا غريبا من قبل الفرقة رقم 8 للجيش الشعبي الكوري الشمالي على طول طريق الخروج السريع للطوارئ التابع للأمم المتحدة، حيث كان أحد الحراس يضرب بالفأس شيئا في الممر عدة مرات قبل أن يمرره إلى آخر ليقوم بنفس الفعل لمدة دقيقتين. استمر هذا السلوك لمدة 90 دقيقة تقريبا، إلى أن تم اخبار قوات المراقبة في المبنى رقم 5 باختفاء برايت. ربطت قوات المراقبة الأمر بالسلوك الغريب لقوات الجيش الشعبي الكوري الشمالي وأرسلت فريق بحث وإنقاذ والذين وجدوا بدورهم باريت مصابا بجروح خطيرة إيذاء الهجوم عليه بالفؤوس. نقلت القوات باريت سريعا إلى مستشفى في سيول لكنه توفي قبل أن يصل.

## رد فعل
بعد الحادث بوقت قصير بدأت وسائل الاعلام الكورية الشمالية في بث تقارير عن الحادث، ذكرت في التالي:
في حوالي الساعة 10:45 من صباح اليوم أرسل المعتدون الإمبرياليون الأمريكيون 14 جندي بفؤوس إلى المنطقة الأمنية المشتركة لقطع الأشجار من تلقاء أنفسهم، على الرغم من أن هذا العمل كان يجب أن يوافق عليه الطرفان مسبقًا. ذهب أربعة أشخاص من جانبنا إلى الموقع لتحذيرهم من مواصلة العمل دون موافقتنا لكنهم لم يلقوا لهم بالا. قبل أن يقوموا بهاجمه حراسنا بشكل جماعي. مع هذا العمل الاستفزازي الخطير لم يكن أمام حراسنا إلا اللجوء إلى الدفاع عن أنفسهم في ظل هذا الأسلوب المتهور.
بعد مرور أربعة ساعات من الهجوم ألقي كيم جونج إل ابن الزعيم الكوري الشمالي كيم إل سونغ كلمة أمام مؤتمر دول عدم الانحياز في كولومبو، سريلانكا حيث قدم وثيقة تصف الحادث بأنة هجوم غير مبرر علي حراس كوريا الشمالية بقيادة ضباط امريكيين. ثم قدم قرارًا يطالب المؤتمر بإدانة الاستفزاز الأمريكي الخطير في ذلك اليوم ودعا المشاركين إلى تأييد كل من انسحاب القوات الأمريكية من كوريا وحل قيادة الأمم المتحدة، التي أعارتها كوبا. أقر أعضاء المؤتمر القرار.
اعتبرت وكالة المخابرات المركزية الأمريكية أن هذا الهجوم كان مخططا له من قبل حكومة كوريا الشمالية وقاموا بتقييم مجموعة متنوعة من الردود. في 19 أغسطس في وقت مبكر قامت القوات الأمريكية بزيادة مستويات الاستعداد في كوريا الجنوبية إلي ديفكون 3 تم جعل الهجمات الصاروخية والمدفعية في المنطقة بسبب نسبة 4:1 غير المواتية من القطع المدفعية بعد أن تم النظر فيها ولأن الرئيس باك تشونغ هي لا يريد القيام بعمل عسكري.

## عملية بول بونيان
قررت قيادة الأمم المتحدة الرد علي حادثة قتل الفأس. فعوضا عن تقليم الفروع التي تحجب الرؤية فإنها ستقوم بقطع الشجرة بمساعدة القوة الساحقة وتم تحديد معايير العملية في البيت الأبيض حيث قام الرئيس جيرالد فورد بإجراء محادثات أزمة كان فورد ومستشاريه يشعرون بالقلق بسبب إظهار القوة لمطاردة كوريا الشمالية دون التسبب في المزيد من التصعيد.
هذه العملية سميت باسم الحطاب الأسطوري بول بونيان كانت بمثابة استعراض للقوة بين الولايات المتحدة وكوريا الجنوبية لكنها كانت تدار بحرص لمنع المزيد من التصعيد. تم التخطيط له على مدار يومين من قبل الجنرال ريتشارد جي. ستيلويل وموظفيه في مقر قيادة الأمم المتحدة في سيول.

### القوات
في تمام الساعة السابعة يوم 21 من شهر أغسطس نفذت عملية بول بونيان. بعد ثلاثة أيام من القتل، توجهت مركبة أمريكية وكورية جنوبية تحمل 23 شخصا وكانت المجموعة تسمي بفرقة العمل فييرا ويطلق عليها اسم الكولونيل وتوجهت إلي المنطقة الأمنية المشتركة دون أي تحذير للكوريين الشماليين اللذين كانت أهم ملاحظة واحدة آخر المأهولة في تلك الساعة وقام قائد المجموعه بدعم جيش الولايات المتحدة كان في المركبات فريقان مكونان من ثمانية أفراد من المهندسين والعسكريين (من كتيبة المهندسين الثانية، فرقة المشاة الثانية) مجهزة بمناشير متسلسلة لقطع الشجرة.
رافق هذه الفرق اثنان من فصائل الأمن المكونة من 30 فرداً من قوة الأمن المشتركة، كانوا مسلحين بالمسدسات ومقابض الفأس. قامت الفصيلة الأولى من تأمين المدخل الشمالي للمنطقة الأمنية المشتركة عبر جسر اللاعودة، بينما أمنت الفصيلة الثانية الحافة الجنوبية للمنطقة.
قام فريق من شركة بي في ذلك الوقت تحت قيادة النقيب والتر سيفريد بتنشيط أنظمة التفجير التهم الموجهة إلى جسر الحرية وحصل علي المدفع الرئيسي الذي يبلغ من الطول 165 ملم في مركبة المهندسين القتالية من طراز ام 728 التي تستهدف منتصف المدن لضمان سقوط الجسر في وقت إعطاء أمر التدمير كانت شرك. بي التي تدعم شركه إي المصنعة للجسر تقوم ببناء طوافات من طراز ام 4 تي 6 علي نهر ايمجين إذا كان الوضع يتطلب إخلاء طارئ من خلال هذا الطريق.
بالإضافة إلى ذلك قامت فرقة عمل مكونة من 64 شخصا من القوات الخاصة بمرافقتهم إلي كوريا الجنوبية كانوا مسلحين بالهراوات ومدربين علي التايكوندو فقط ومن المفترض أن يكونوا دون أسلحة نارية ومع ذلك عند توقف الشاحنة بالقرب من جسر اللاعودة قاموا بإلقاء اكياس رملية تصطف علي قيعان شاحنة الكوريين الشماليين وايضا توزيع بنادق من طراز إم 16 وقاذفات القنابل اليدوية إم 79 التي تم إخفائها أدني الاكياس الرملية كان لدي معظم أفراد قوات الكوماندوز ألغام من طراز إم 18 كلايمور مربوطة علي صدورهم مع آلية إطلاق النار في أيديهم وكانوا يصرخون في الكوريين الشماليين ليتمكنوا من عبور الجسر.
حلق خلفهم 20 مروحية نفعية وسبع مروحيات كوبرا هجومية من قبل شركة مشاة أمريكية وجاءت خلفهم طائرات بي 52 ستراتوفورتس من غوام برفقة الولايات المتحدة واف 4 فانتوم الثانية من قاعدة كونسان الجوية وكانت طائرات مقاتلي كوريا الجنوبية من طراز اف 5 واف 86 وكانت تحلق فوق السماء علي علو شاهق تمركز قاذفات اف 111 في قاعدة تايجو الجوية التابعة لجناح المقاتلة التكتيكية 366 خارج قاعدة سلاح الجو الرئيسية في الجبل وتم نشر طائرات اف 4 سي واف 4 دي فانتومز من قاعدة كادينا الجوية الثامنة عشر وقاعدة كلارك الجوية. كما تم نقل فرقة العمل حاملة الطائرات يو إس إس ميدواي إلى محطة بعيدة عن الشاطئ.
بالقرب من المنطقة المجردة من السلاح كان يقف العديد من المشاة المسلحين من الولايات المتحدة وكوريا الجنوبية بالإضافة إلى الكتيبة الثانية المسلحة بصواريخ هوك المحسنة والدروع من فوج الدفاع الجوي الحادي والسبعين ينتظرون دعم فريق العمليات الخاصة والقواعد القريبة من المنطقة المجردة من السلاح كانوا علي استعداد للهدم في حالة الرد العسكري وتم الاستعداد لحالة الدفاع بناء علي طلب الجنرال ستيلويل كما جاء في ورقة بحث الكولونيل دي لاتور سابقا وايضا تم إرسال 12,000 جندي اضافي إلي كوريا بما فيهم 1800 من مشاة البحرية من أوكيناوا اثناء العملية حلقت القاذفات الاستراتيجية ذات القدرة النووية فوق المنطقة الأمنية المشتركة وفقا لمحلل استخباراتي يراقب شبكة الراديو التكتيكية في كوريا الشمالية فإن تراكم القوة فجر عقولهم.

#### إجمالي الفرق
كان فريق العمل فيرا يتكون من 813 شخصا جميعهم تقريبا من مجموعة دعم جيش الولايات المتحدة وقوة الأمن المشتركة كانت جزءا منها وشركة استطلاع تابعة لكوريا الجنوبية، وتسللت إلي منطقة النهر بالجسر في الليلة الماضية شركة تابعة للقوات الخاصة الكورية الجنوبية، واعضاء شركة بندقية معززة من فوج المشاة التاسع. بالإضافة إلى هذه القوة، كانت كل قوات حرس الأمم المتحدة في بقية كوريا الجنوبية في حالة تأهب للمعركة.

### العملية
غادر مهندسين القافلة - فريقان من شركة بي وسي الكتيبة الثانية للمهندس تحت قيادة الملازم باتريك أونو الذي قام بإعادة الشجرة متنكرا في زي عريف كوري قبل يومين من وصول القافلة وعلي الفور بدأ في قطع الشجرة أثناء وقوفها علي سطح شاحنتهم وفي ذلك الحين تم وضع الشاحنة الثانية من الفصيلة لحظر جسر اللاعودة وقام بتفريق ماتبقي من فرقة العمل إلي المناطق المخصصة لها حول الشجرة وتولي دورهم في حراسة المهندسين.
قامت كوريا الشمالية بسرعة الرد بحوالي 150 إلي 200 جندي مسلحين برشاشات وبنادق هجوم وصلت معظم القوات الكورية الشمالية في الحافلات لكنها ظلت في داخلها في بداية الأمر حيث شاهدوا الأحداث تتكشف وعند وصولهم قام اللفتنانت كولونيل فييرا بنقل اتصالا اذاعيا حيث أصبحت المروحيات وطائرات سلاح الجو المرئية في الأعلى في قاعدة يوكوتا الجوية في اليابان وكانت القاعدة في حالة استعداد وكان مدرج خط الطيران من الأنف إلي الذيل مع عشرات من فريق سي 130 جاهزة لتقديم الدعم وفي غضون لحظات خرج الكوريين الشماليين من حالاتهم وبدأوا في إنشاء مواقع لرجلين مدافع رشاشة سقطت الشجرة في خلال 42 دقيقة اقل بثلاثة دقائق من تقدير ستيلويل في ظل أنهم كانوا يراقبون في صمت.

#### تجنب المواجهة العنيفة
تمت إزالة اثنين من حواجز الطرق التي ركبها الكوريون الشماليون بينما أفسدت القوات الكورية الجنوبية موقعين للحرس الكوري الشمالي كان طول جذع الشجرة حوالي 6 أمتار وتم تركة تعمدا.
في 18 أغسطس وبعد خمس دقائق من العملية أخطر حرس قيادة الأمم المتحدة نظائرهم الكوريين الشماليين في المنطقة الأمنية المشتركة بأن فريق عمل من الأمم المتحدة قد دخل إلي المنطقة الأمنية المشتركة من أجل إنهاء العمل الذي لم يكتمل بعد.

### بعد

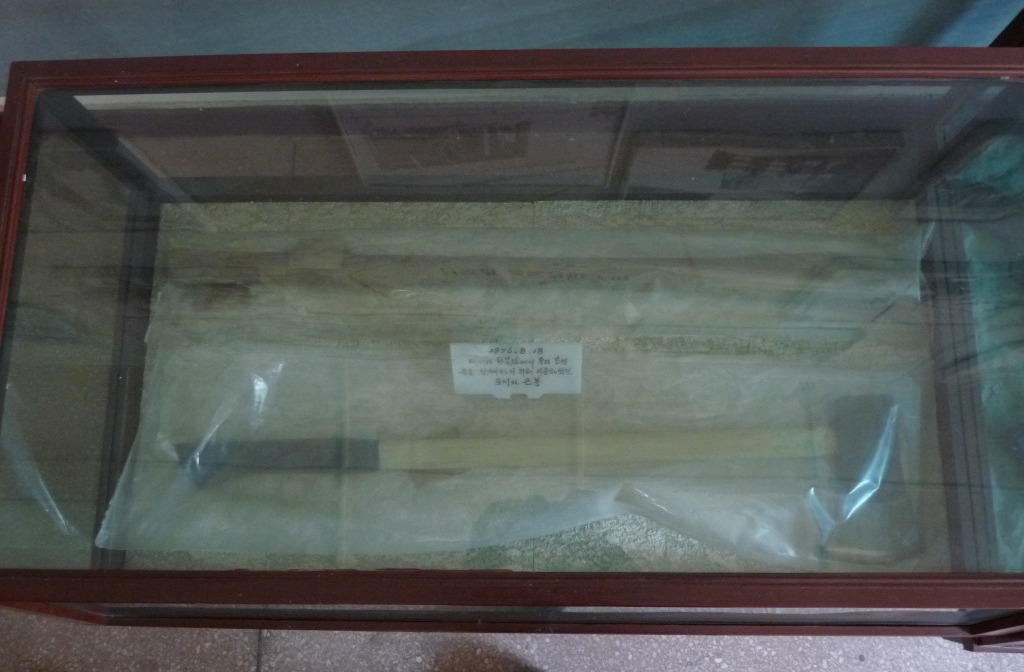
الأدوات التي تم استخدامها في الحادثة

كان هناك مخاوف من أن العملية قد تؤدي إلي نشوب صراع على الرغم من أنها نفذت بشكل سلمي وأدي هذا الحادث إلي زيادة التوترات علي امتداد المنطقة الكورية المنزوعة السلاح لكنه لم يتحول إلي حرب واسعة النطاق تم إطلاق بعض الطلقات علي المروحية الأمريكية التي كانت تحمل اللواء موريس برادي وحلقت حول بانمونجوم في وقت لاحق من ذلك اليوم ولكنة لم يصيب أحد.
كانت قيادة الأمم المتحدة قد طالبت الكوريين الشماليين بمعاقبة المتورطين وتقديم تعويضات لكافة أسر القتلى والجرحى.
في وقت آخر من عملية بول بونيان تلقوا رسالة من كيم إيل سونج تعرب عن أسفلها للحادث قام بنقل الرسالة عضو بارز (اللواء هاني جو كيونج) من فريق ام أي سي الكوري الشمالي إلي كبير أعضاء الفريق ام أي سي في حرس قيادة الأمم المتحدة (الأميرال مارك فرودن) فقد كان نص الرسالة ما يلي "كان من الجيد عدم وقوع أي حادث كبير في بانمونجوم لفترة طويلة. ومع ذلك، من المؤسف أن يكون قد وقع حادث في منطقة الأمن المشتركة في بانمونجوم هذه المرة. يجب بذل جهد حتى نتمكن من عدم حدوث مثل هذه الحوادث مرة أخري ولهذا الغرض يجب علي الطرفين بذل الجهود نحث جانبكم على منع الاستفزاز. لن يستفز جانبنا أبدًا، بل سيتخذ احتياطات دفاعية عن النفس فقط عند حدوث الاستفزاز. هذا هو موقفنا الثابت. في حين أن الإدارة الأمريكية لم تبذل جهودًا كافية لتلبية إجابة دكتاتورية "مقبولة" تمت مناقشتها سابقًا، فقد قررت التأكيد على ذلك كخطوة في الاتجاه الصحيح، منذ هدنة الحرب الكورية عام 1953 كانت هذه المرة الأولي قبول الشمال مسؤولية العنف على طول المنطقة المجردة من السلاح.
بعد فترة قصيرة تم تغير اسم المخيم المتقدم في منطقة الأمن المشتركة من اسم معسكر كيتي هوك إلي معسكر بونيفاس تكريما لقائد الشركة المقتول وايضا تم تسمية مرفق باريت الجاهز الذي يقع داخل الجيش الملكي الكوري ويسكن فصيله المهمة الشمالية للكتيبة إلي اسم باريت القتيل. في عام 1987 تم قص جذع الشجرة وأصبح موقعها موقع نصب حجري من لوحة نحاسية منقوشة في ذكري الرجلين أقامت قيادة الأمم المتحدة احتفالات تذكارية في النصب التذكاري في الذكرى السنوية.
بعد منتصف الثمانينات لم تعد نقطه تفتيش حرس قيادة الأمم المتحدة التي تقع بجوار جسر اللاعودة تستخدم فوضعت حواجز مملوءة بالخرسانة في الطريق لجعل مرور المركبات مستحيلا.
هذا الحادث دفع إلي فصل الموظفين علي الطرفين داخل المنطقة الأمنية المشتركة كوسيلة لتجنب وقوع حوادث أخري. في متحف السلام في كوريا الشمالية يتم عرض فأس ومقبض فأس من المفترض أنها استخدمت في الحادث.
في الفترة مابين عامي 1984 و 1987 كان اللواء ويليام جي ليفسي القائد الثامن لجيش الولايات المتحدة في كوريا الجنوبية حمل علنا عصا تبخير تم نحتها من الخشب الذي تم جمعه في الشجرة الشعبية لحادث القتل بالمنطقة المنزوعة السلاح في كوريا وتم تمرير عصا التبخير بشكل احترافي إلي اللواء لويس سي مينيتري عندما تقاعد اللواء ليسفي عن القيادة.
في عام 2017، انتخب مون جاي إن أحد جنود كوريا الجنوبية اللذين شاركوا في عملية بول بونيان رئيسا لكوريا الجنوبية.

### معرض الصور

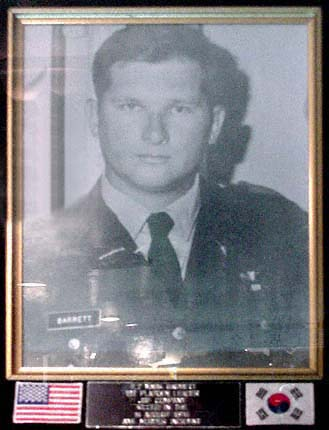
صورة شخصية لللفتنانت مارك باريت
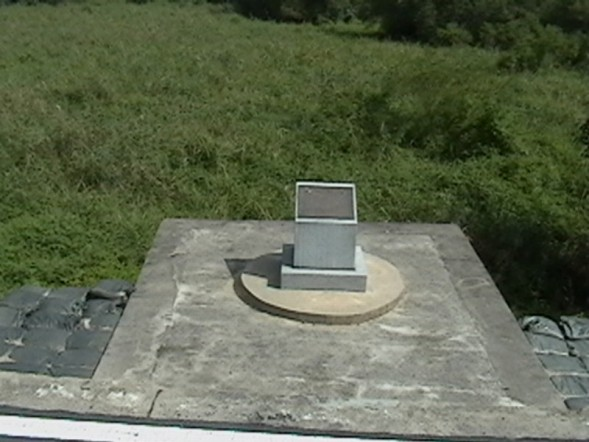
اللوحة التذكارية لضحايا الهجوم
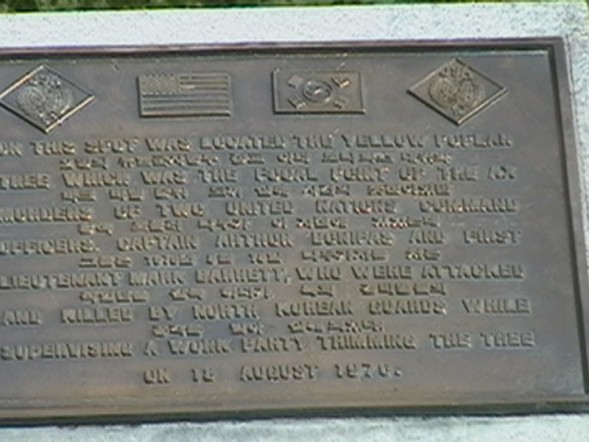
نقش
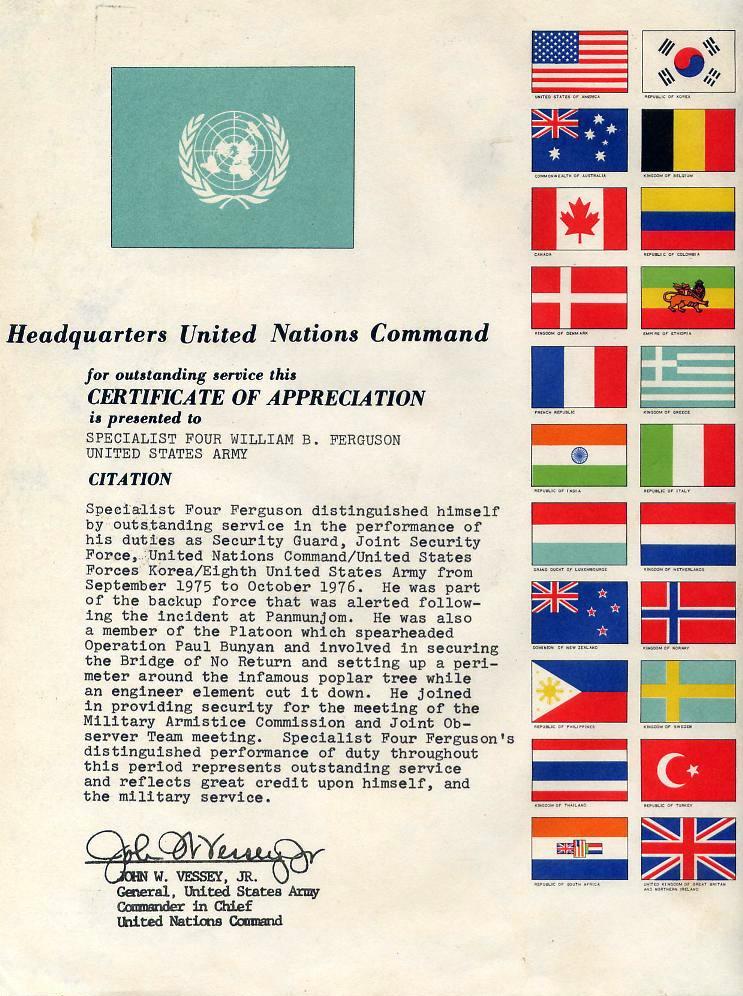
شهادة تقدير من قيادة الأمم المتحدة مُنحت لعملية بول بونيان
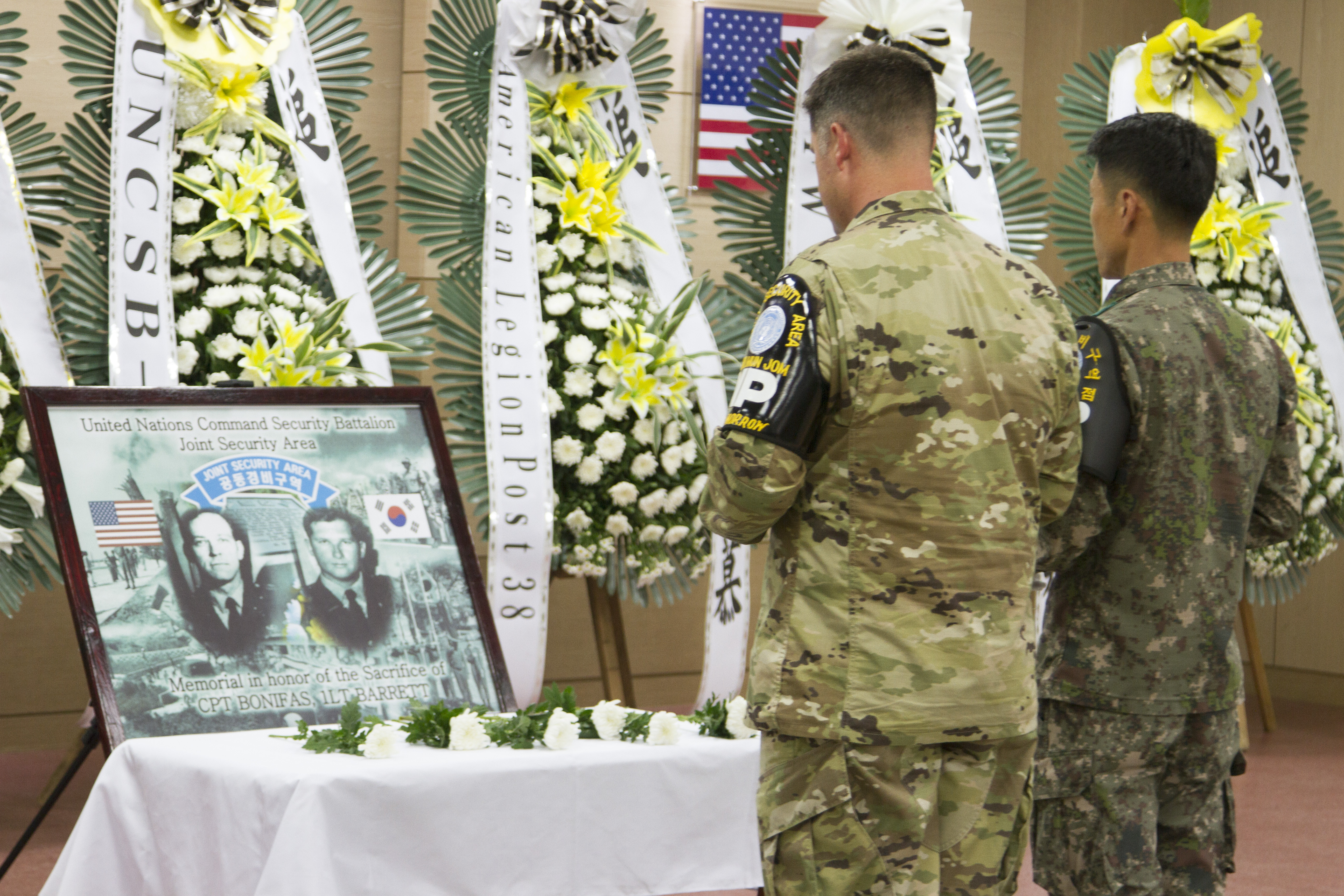
احتفلت القوات الأمريكية والكورية الجنوبية بهذه المناسبة في عام 2019.

## وصلات خارجية
- صور من حادثة قتل الفأس الكوري.
- الصراع على شجرة في المنطقة المجردة من السلاح- بي بي سي، 18 أغسطس 2018.
- الشجرة التي أوشكت على إشعال الحرب.
- حادثة قتل الفأس الكوري وعملية بول بونيان.